# ОВИР

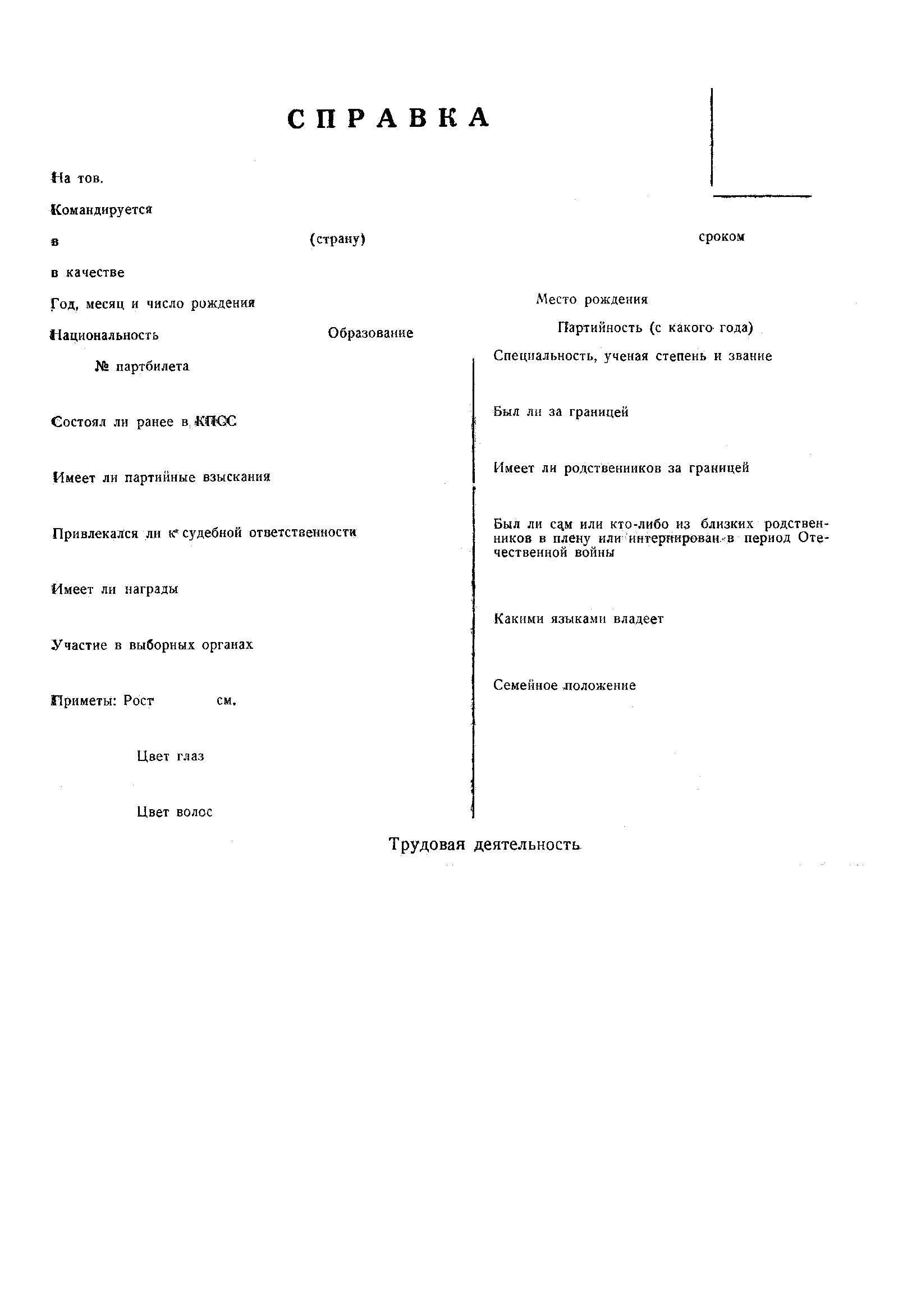
Выездная анкета ОВИР, 1967

ОВИР (аббревиатура от Отдел виз и регистрации) — подразделения МВД, существовавшие в СССР и постсоветской России (1991—2005 гг.) и ведавшие как регистрацией иностранцев, прибывших в СССР и Россию, так и оформлением выездных документов для советских и российских граждан, эмигрировавших из СССР и России (уезжавших «на ПМЖ»).

## История создания
Отделы, отделения и группы виз и регистраций иностранцев созданы на основании постановления Совнаркома СССР от 4 октября 1935 года «О передаче в ведение НКВД и его местных органов иностранных отделов и столов исполнительных комитетов», подчинявшихся до этого времени органам ГПУ при НКВД СССР.
Приказ о создании службы был подписан 26 октября 1935 года.

## Задачи службы
В задачу службы входили вопросы, связанные с регистрацией иностранных граждан по месту пребывания и жительства, оформления им выездных виз, видов на жительство, а также оформление выездных документов (удостоверений, виз, а впоследствии и заграничных паспортов) для всех граждан СССР и лиц без гражданства).

## Упразднение
В ходе структурных преобразований постсоветского времени служба виз и регистраций была объединена с паспортной службой постановлением Совета Министров — Правительства Российской Федерации от 15 февраля 1993 года № 124 «О реорганизации подразделений виз, регистраций и паспортной работы милиции в паспортно-визовую службу органов внутренних дел».
Вместе с тем, в ГУВД г. Москвы Управление виз и регистраций просуществовало до лета 2002 г., а межрайонные отделы виз и регистрации до 20 мая 2005 года.
Задачи и функции подразделений визовой и регистрационной работы в составе Федеральной миграционной службы (ФМС России) координировало Управление организации визовой и регистрационной работы (УОВиРР).
Основными задачами УОВиРР по-прежнему являлась организация работы по оформлению и выдаче заграничных паспортов гражданам Российской Федерации, а также вопросы рассмотрения ходатайств иностранных граждан о предоставлении им статуса постоянно или временно проживающих на территории России (выдача видов на жительство, разрешений на временное проживание), продлении виз, постановки на миграционный учет, оформления приглашений на въезд в Российскую Федерацию.